# Тютюнов, Сергей Иванович
Сергей Иванович Тютюнов (род. 15 декабря 1960 года, Белгород, Белгородская область, РСФСР, СССР) — российский учёный-агроном

, специалист в области земледелия, академик РАН (2022).

## Биография
Родился 15 декабря 1960 года в Белгороде.
В 1983 году — окончил Белгородский технологический институт строительных материалов, а в 1991 году — Белгородский сельскохозяйственный институт
Трудовая деятельность (с 1983 года):
- мастер участка строительного управления треста «Белгородоблремстройтрест»;
- инструктор отдела рабочей и сельской молодёжи обкома ВЛКСМ;
- освобождённым председателем профкома совхоза «Дмитротарановский» Белгородского района;
- заведующий организационно-инструкторским отделом Белгородского районного Совета народных депутатов;
- управляющий делами администрации Белгородского района;
- директор совхоза «Лопанский» Белгородского района;
- директор опытно-производственного хозяйства «Белгородское», по совместительству — директор Белгородского научно-исследовательского института сельского хозяйства (с августа 2000 года).
- глава администрации Белгородского района (с 2003 по 2011 годы).

В 2019 году избран членом-корреспондентом РАН.
В 2022 году избран академиком РАН.
Председатель комитета Белгородской областной Думы по агропрмышленному комплексу, природопользованию и экологии.

## Научная деятельность
Специалист в области земледелия.
Автор 200 научных работы, из них 7 монографий, 4 учебно-методических и 11 научно-производственных пособий, 2 патента на изобретение.
Основные научные результаты:
- проведены исследования, направленные на разработку способов, приемов и технологий оптимизации продукционного процесса на черноземах Центрально-Чернозёмной зоны;
- разработаны научные основы применения минеральных и органических удобрений на черноземах для поддержания бездефицитного баланса гумуса в почве, оптимизированы дозы, сроки и способы внесения различных видов удобрений;
- научно обоснованы направления создания экологически сбалансированных агроландшафтов на основе изучения систем сохранения и воспроизводства почвенного плодородия, а также экономически целесообразных агротехнологий сельскохозяйственных культур;
- созданы теоретические основы проектирования адаптивно-ландшафтных систем земледелия в условиях современного землепользования.

Ведет преподавательскую работу на агрономическом факультете Белгородского государственного аграрного университета, председатель аттестационной комиссии на кафедре земледелия, агрохимии и экологии.
Под его руководством защищены 1 кандидатская и 1 докторская диссертации.

## Награды
- Медаль ордена «За заслуги перед Отечеством» II степени
- награды Российской академии сельскохозяйственных наук, Министерства сельского хозяйства Российской Федерации, Белгородской области